# Duesenberg Model SJ
De Duesenberg Model SJ was een doorontwikkeling van Duesenbergs beroemde Model J. Slechts een paar Model J's werden uitgerust met een turbolader. Deze stonden bekend onder de naam Model SJ. De Model SJ werd geïntroduceerd in 1929 en bleef in productie tot 1937. Gedurende die tijd werden slechts 36 exemplaren gebouwd. In 1937 werd alle productie van Duesenberg stilgelegd nadat het moederconcern financieel ten onder was gegaan. De laatste auto die het merk bouwde was een Model SJ Cabriolet. Vandaag de dag behoort de Model SJ tot de meest gezochte klassieke auto's ter wereld. Een origineel exemplaar in goede staat kan miljoenen euro waard zijn.